# Ahmed Mestiri
Pour les articles homonymes, voir Famille Mestiri et Mestiri.
Ahmed Mestiri (en arabe : أحمد المستيري), né le 2 juillet 1925 à La Marsa et mort le 23 mai 2021, est un avocat et homme politique tunisien.

## Biographie

### Jeunesse
Né dans une famille de riches propriétaires terriens rattachée à la haute bourgeoisie tunisoise, Mestiri est le fils de Taher Mestiri et Khedija Kassar. Très jeune, il intègre dès 1942 la cellule destourienne de La Marsa en compagnie de Taïeb Mehiri. Il effectue ensuite des études de droit à Alger, de 1944 à 1948, puis à l'Institut d'études politiques de Paris et à la faculté de droit de Paris où il obtient sa licence. Dès 1948, il exerce le métier d'avocat à la cour de Tunis.
Membre de la fédération destourienne de Tunis en 1950, il collabore avec Bahi Ladgham et Hédi Nouira à l'hebdomadaire Mission (organe francophone du Néo-Destour). En janvier 1952, il devient membre de la direction transitoire clandestine du Néo-Destour (bureau politique) chargée de la résistance, aux côtés de Farhat Hached, Sadok Mokaddem, Mongi Slim, Hédi Nouira, Hédi Chaker, Jallouli Farès, Taïeb Mehiri, Mohamed Snoussi, Abdallah Farhat, Tahar Amira et Mokhtar Attia. En tant qu'avocat, il participe à la défense des militants nationalistes poursuivis par les tribunaux civils et militaires français, ce qui lui vaut d'échapper à une tentative d'assassinat par l'organisation terroriste de la Main rouge.
Il est chargé par le bureau politique de l'organisation et de la supervision des actes de résistance en collaboration avec Mohamed Derbal, Belhassine Jrad, Abdelaziz Chouchène, Youssef Bel Haj Frej, Habib Bellalouna, Hassen Ben Abdelaziz, Sadok El Matourchi, Taïeb Ben Belgacem, Houcine Bouzaiane, Taïeb Cherif et Hassen Lanouar. En décembre 1952, il rentre dans la clandestinité après l'assassinat de Hached et échappe à la police lancée à sa recherche à la suite de poursuites judiciaires et d'un arrêté d'éloignement.

### Carrière politique

#### Ministre et ambassadeur

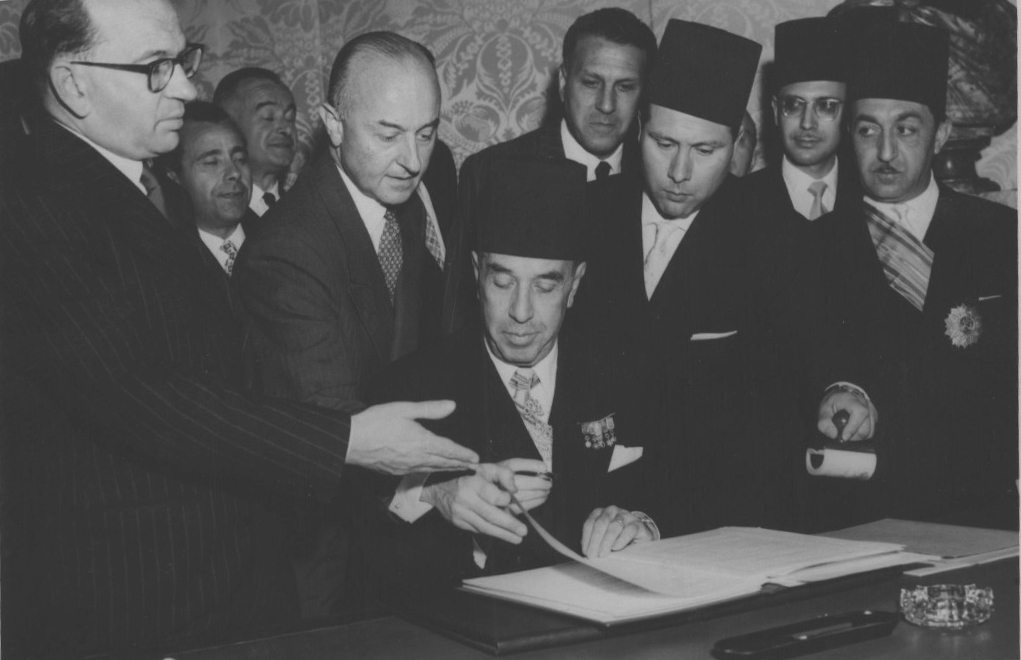
Mestiri assistant à la signature des conventions de l'autonomie interne à Matignon en juin 1955.

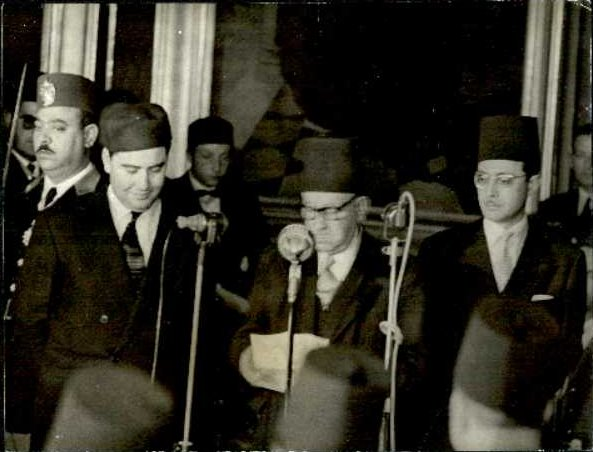
Mestiri (droite) lors de l'inauguration de l'assemblée constituante en 1956.

En août 1954, il devient chef de cabinet de Mongi Slim, ministre d'État délégué par le Néo-Destour pour mener les négociations avec la France qui aboutissent à l'autonomie interne un an plus tard. En septembre 1955, il est nommé chef de cabinet de Slim devenu ministre de l'Intérieur dans le gouvernement de Tahar Ben Ammar qui signe le protocole d'accord par lequel la France reconnaît l'indépendance de la Tunisie le 20 mars 1956.
Il est élu député de Tunis-Banlieue à l'assemblée constituante le 25 mars 1956. Il forme avec Ahmed Ben Salah, en tant que benjamin d'âge, et M'hamed Chenik, doyen d'âge, le bureau d'âge qui présente le discours inaugural de l'assemblée.
Dans le premier gouvernement formé par Habib Bourguiba, le 15 avril, Mestiri se voit confier le ministère de la Justice, où il participe activement à la « tunisification » de l'appareil judiciaire, à la rédaction des nouvelles lois et à l'élaboration du Code du statut personnel. Peu de temps après, il représente la Tunisie au Conseil de sécurité des Nations unies, à la suite du conflit survenu avec la France dans le contexte du bombardement de Sakiet Sidi Youssef. Le 30 décembre 1958, il se voit attribuer le portefeuille des finances et du commerce. Parmi ses priorités figure alors l'élaboration d'une série de conventions franco-tunisiennes et la création de la nouvelle monnaie : le dinar tunisien. Il devient le premier ambassadeur de Tunisie en URSS, Pologne et Tchécoslovaquie (1960) puis en République arabe unie (1961) et en Algérie (1962).
Le 22 juin 1966, il revient à Tunis pour devenir ministre de la Défense nationale.

#### Démission du gouvernement et exclusion du PSD
Au cours des derniers mois de 1967, la réforme des structures agricoles et commerciales lancée par Ahmed Ben Salah avec le soutien du président Bourguiba, de l'appareil d'État et du Néo-Destour, devenu le Parti socialiste destourien (PSD), suscite dans le pays une vive opposition que les déclarations officielles et la presse s'efforcent de masquer.
Elle devient si vive qu'en janvier 1968, le problème est posé lors de réunions du Conseil supérieur du plan et du bureau politique du PSD. Au cours de ces réunions, Mestiri exprime son désaccord avec la politique du gouvernement en faisant état des récriminations des citoyens contre le comportement de certains responsables régionaux, en émettant des réserves sur l'implication de l'État dans la gestion de certaines entreprises économiques et en dénonçant « la frénésie excessive » qui dénature l'esprit des réformes et leurs objectifs. S'adressant au comité central du PSD le 26 janvier, Bourguiba réfute les arguments de Mestiri en réaffirmant son appui sans réserves aux réformes et à la politique engagée.
Sur quoi, le 29, Mestiri présente sa démission du gouvernement et du bureau politique du PSD au cours d'un entretien avec Bourguiba. Le même jour, il fait une déclaration à l'agence de presse United Press International et au quotidien Le Monde (reproduite in-extenso par la presse tunisienne) dans laquelle il exprime les raisons de sa démission. Il est immédiatement sanctionné et exclu du PSD.

#### Réintégration au PSD et au gouvernement
Le 10 septembre 1969, il rompt un silence de vingt mois pour adresser un message d'appui au président Bourguiba à la suite de sa décision d'abandonner la réforme et de retirer les portefeuilles du plan et de l'économie nationale à Ben Salah, tout en lui laissant celui de l'éducation nationale. Dans une déclaration remise à la presse le 4 octobre, il critique l'action passée du gouvernement et trace les grandes lignes d'un programme de redressement. Il y demande, en outre, le report des élections présidentielles et législatives prévues pour le 2 novembre, citant l'incapacité du président Bourguiba à assurer pleinement les devoirs de sa charge en raison de sa maladie.
Au correspondant du journal Le Monde à Tunis, il explique son refus des conditions que le PSD met à sa réintégration en déclarant : « On a exigé de moi une lettre d'excuses manuscrite. On a même été jusqu'à me proposer un texte rédigé. J'ai refusé : il s'agissait d'une question de dignité de ma part ». Il est néanmoins réintégré au sein du PSD le 23 avril 1970 et réintégré peu après au comité central et au bureau politique. À la mi-mai 1970, il se réconcilie publiquement avec Bourguiba à Paris où ce dernier y séjourne pour des raisons de santé. Leur rencontre est diffusée par la télévision nationale et relayée par la presse.
Il pousse Bourguiba à faire son autocritique dans son fameux discours du 8 juin où il annonce la constitution d'un nouveau gouvernement et d'une commission chargée d'élaborer un projet de réformes à introduire dans l'organisation de l'État et du PSD. Ce discours devient la référence pour la nouvelle orientation du régime au lendemain de la crise de septembre 1969.

#### Commission supérieure du parti
C'est ainsi que le 8 juin 1970, il est nommé rapporteur de la commission supérieure du parti chargée d'élaborer un projet de réformes et d'amendement de la Constitution de 1959. Le 12, il réintègre le gouvernement comme ministre de l'Intérieur.
Au sein de la commission supérieure du parti, il préside la sous-commission composée de professeurs de droit et de hauts fonctionnaires chargée d'élaborer un projet de réformes de la Constitution et du règlement intérieur du PSD. Le 15 octobre, au cours d'une cérémonie solennelle organisée au palais présidentiel de Carthage, il présente un rapport d'ensemble contenant un exposé des motifs et des propositions. Dans son allocution, il rappelle les circonstances qui avaient rendu nécessaire la réforme du régime. Les réformes proposées incluent l'élargissement des compétences de l'Assemblée nationale et l'introduction de règles démocratiques dans le fonctionnement des structures du PSD.
Le 21 juin 1971, il annonce sa démission du poste de ministre de l'Intérieur et de membre du PSD car les promesses de démocratisation et de libéralisation faites par Bourguiba dans son discours du 8 juin 1970 n'ont pas eu de suites. Il révèle les raisons de sa démission publiquement, dans un discours prononcé à l'occasion de la clôture de l'année scolaire dans le quartier tunisois d'El Gorjani ; il dénonce « les véritables comploteurs, ceux qui manigançaient dans l'ombre contre le processus démocratique » (discours rapporté par les journaux Le Monde et Jeune Afrique). Bourguiba refuse sa démission et réaffirme l'engagement du gouvernement à poursuivre le processus démocratique en fixant la date du congrès du PSD au 28 octobre. Il retire sa démission à la suite d'une intervention de Hédi Nouira et Abdallah Farhat.
Au ministère de l'Intérieur, il entreprend des réformes avec l'appui de deux de ses collaborateurs fidèles, Mohamed Chaker (chef de cabinet) et Zakaria Ben Mustapha (directeur de la sûreté nationale), ce qui lui vaut d'entrer en conflit avec l'aile conservatrice du régime largement infiltrée au sein des structures sécuritaires de l'État, notamment lorsqu'il écarte des officiers de la direction de la sécurité de l'État. Le 4 septembre 1971, il est déchargé de ses fonctions de ministre de l'Intérieur par décret présidentiel à la suite de son opposition à la nomination arbitraire d'un nouveau directeur de la sûreté nationale et de deux gouverneurs. Il reste cependant membre du PSD et rapporteur de la commission supérieure du PSD.

#### VIIIecongrès du PSD
Le 11 octobre 1971 s'ouvre à Monastir le VIIIe congrès du PSD avec à l'ordre du jour le débat du plan de réformes élaboré par la commission supérieure du parti et l'élection du comité central du PSD. Au préalable, durant les travaux préparatoires du congrès, les partisans des réformes avaient été soumis à l'étroite surveillance de la police politique et avaient subis les contraintes de l'appareil d'État resté hostile à toute velléité de changement.
Le 15 octobre, aux élections du comité central, l'aile dite libérale dont il est le chef obtient un grand succès en obtenant un fort pourcentage de voix : Mestiri est élu avec 788 voix sur 950 suffrages exprimés, en deuxième position derrière Bahi Ladgham. Par la suite, une série de résolutions sont adoptées par le congrès en séance plénière dont celles qui consacrent la réforme de la Constitution, la règle de l'élection à tous les niveaux de l'appareil du parti (y compris le bureau politique) et la liberté d'expression au sein de ses structures.
Recevant des délégations étrangères et des journalistes dans son palais de Skanès, le président Bourguiba déclare : « Je désignerai mes collaborateurs du bureau politique parmi les membres du comité central », faisant ostensiblement fi des résolutions du congrès et suscitant un tollé parmi les congressistes. Sollicité par des journalistes libanais et français, Ahmed Mestiri réagit à la déclaration de Bourguiba en réaffirmant sans ambages son attachement aux décisions du congrès. Sur quoi, une décision de suspension de toute activité au sein du parti est prise à son encontre par Bourguiba le 20 octobre. La presse du PSD ainsi que certains quotidiens indépendants s'engagent dans une campagne virulente contre lui, assorties d'attaques personnelles et de menaces. Le 22 octobre, Bourguiba réunit le comité central au palais de Carthage et désigne une liste de 22 membres (d'où sont exclus Ladgham et Mestiri qui avaient obtenu le plus grand nombre de voix au congrès) parmi lesquels doivent être élus les membres du bureau politique ; Radhia Haddad proclame son opposition à la procédure.
Les 9 et 25 décembre, Mestiri est traduit devant la commission de discipline du PSD, accusé d'offense au président et au Premier ministre Hédi Nouira. Il présente sa défense oralement et par écrit en réaffirmant les raisons de son désaccord et les circonstances qui l'ont amené à faire ses déclarations à la presse. À la suite de la deuxième réunion de la commission, une proposition lui est faite de « renoncer à ses déclarations et de les regretter » ; il rejette la proposition et refuse d'assister à la troisième réunion.
Entre-temps, le régime s'engage dans la « normalisation » selon le scénario classique suivi dans les pays soumis au système du parti unique, à commencer par « l'épuration » des structures du parti et des organisations nationales du courant réformiste issu du congrès de Monastir.

#### Rupture définitive avec le système
Le 21 janvier 1972, il est exclu du PSD ; il continue néanmoins à occuper son siège de député, prenant souvent la parole pour émettre des critiques envers le régime. En novembre de la même année, il adresse avec dix autres personnalités destouriennes, une lettre au président Bourguiba, contenant une analyse sévère de la situation politique et économique du pays.
Le 20 juillet 1973, il est exclu de l'Assemblée nationale où il siège depuis l'indépendance, sur la base du nouveau paragraphe 109 du Code électoral concernant la révocation d'un député exclu du PSD qui dispose que « le député exclu du Parti au nom duquel il avait été élu, perd automatiquement son siège ». Ce texte avait été introduit en 1970 pour être appliqué à Ben Salah puis abrogé. Dans le cas de Mestiri, il a fallu le rétablir à nouveau. Lors de l'adoption de ce paragraphe à l'Assemblée nationale, neuf députés se sont abstenus et deux ont voté contre.
Dans sa dernière intervention à l'Assemblée nationale, il évite de parler de son cas personnel et met l'accent sur les principes, faisant observer que le texte qui venait d'être voté « concernait davantage ceux qui vont rester membres de cette Assemblée que ceux qui sont appelés à la quitter ». Ce discours d'adieu constitue une étape décisive dans sa carrière politique car il consacre sa rupture définitive avec le PSD, déjà amorcée au lendemain du congrès de Monastir.

#### Passage à l'opposition
En juin 1978, il fonde le Mouvement des démocrates socialistes (MDS) dont il devient secrétaire général. En 1981, son parti participe aux premières élections pluralistes. Les listes vertes du MDS connaissent alors un important succès mais, constatant l'effondrement du PSD, le pouvoir ordonne une victoire totale de ce dernier par le biais du ministère de l'Intérieur. La fraude est généralisée et systématique comme le constate la presse internationale. Le pluralisme se pratique en solitaire. Le pouvoir danse sans cavalière, titre ainsi L'Express dans son édition du 6 novembre 1981. « Après le grand espoir, c'est la surprise et le désarroi [...] Que les manipulateurs du scrutin aient pu agir avec une telle désinvolture dépasse l'entendement, le scrutin, disent les Tunisiens, a été comme le henné : vous mettez la poudre sur la peau, c'est vert, vous l'ôtez, c'est rouge » écrit Jeune Afrique dans son édition du 18 novembre. Dans un article intitulé « J'accuse » et publié à la une de L'Avenir, l'organe en langue française du MDS, Mestiri écrit : « J'accuse le ministre de l'Intérieur, les gouverneurs et les délégués d'avoir falsifié les résultats du scrutin. Les résultats officiels proclamés ne sont pas conformes au choix du peuple. La loi a été bafouée »,,,.
En avril 1986, il est arrêté, emprisonné puis mis en résidence surveillée à la suite de sa participation à une manifestation. En 1989, il se retire volontairement du secrétariat général du MDS puis met fin à toute activité politique.

### Vie privée
En 1956, il épouse Souad Chenik, fille de l'ancien grand vizir M'hamed Chenik, qui lui donne quatre garçons (Driss, Tahar, Hatem et Moncef) et une fille (Asma). Son fils ainé, Driss, meurt en 1971 à l'âge de 14 ans.

## Publications
- Un témoignage pour l'Histoire, Tunis, Sud Éditions, 2011.